# Термінал ЗПГ Беноа
Термінал ЗПГ Беноа – інфраструктурний об’єкт, створений для забезпечення імпорту зрідженого природного газу (ЗПГ) на індонезійський острів Балі.
Тривалий час генерація електроенергії на Балі відбувалась виключно шляхом спалювання нафтопродуктів. Втім, у середині 2010-х на тлі розвитку індустрії ЗПГ вирішили перевести на блакитне паливо найпотужнішу станцію острова – ТЕС Песанггаран. Для цього у березні 2016-го в порту Беноа ввели в експлуатацію плавучий термінал із прийому ЗПГ. На відміну від більшості подібних об’єктів, від спершу мав не одну інтегровану установку, а використовував два окремі судна – плавуче сховище ЗПГ та плавучу регазифікаційну установку. Останню, здатну видавати 1,4 млн м3 на добу, постачила південнокорейська компанія GAS Entec. В той же час, як сховище до жовтня 2018-го працював китайський газовий танкер Hai Yang Shi You 301. У підсумку до Беноа прибула спеціально споруджена плавуча установка зі зберігання та регазифікації Karunia Dewata, що дозволило демобілізувати два попередні судна.
Джерелом постачання визначили індонезійський завод зі зрідження газу Бонтанг ЗПГ (острів Калімантан), а для доставки вантажу законтрактували малий газовий танкер Triputra з об’ємом резервуарів 23 тис м3, який має доправляти 0,3 млн ЗПГ на рік.
Регазифіковане блакитне паливо надходить на електростанцію по трубопроводу довжиною 3,7 км.